# حباك أسود العنق
الحباك أسود العنق (الاسم العلمي: Ploceus nigricollis) نوع من الطيور الصغيرة من فصيلة الحباك، متوطن في أنغولا، بنين، بوركينا فاسو، بوروندي، الكاميرون، جمهورية أفريقيا الوسطى، تشاد، جمهورية الكونغو، جمهورية الكونغو الديمقراطية، ساحل العاج، غينيا الاستوائية، إثيوبيا، الغابون، غامبيا، غانا، غينيا، غينيا بيساو، كينيا، ليبيريا، مالي، النيجر، نيجيريا، رواندا، السنغال، سيراليون، الصومال، جنوب السودان، السودان، تنزانيا، توغو وأوغندا.